# Akaflieg München Mü 5
Die Akaflieg München Mü 5 „Wastl“ war ein nicht flugfähiges Segelflugzeug der studentischen Fliegergruppe Akaflieg München, das als schwanzloses Flugzeug konstruiert war.

## Geschichte
Ende der 1920er-Jahre arbeiteten mehrere Konstrukteure an schwanzlosen Flugzeugen. So baute auch die Akaflieg München 1930 innerhalb von nur drei Monaten die Mü 5, die wegen ihrer Form auch fliegendes Ei genannt wurde. An dem Entwurf waren unter Anderen August Kupper und Egon Scheibe beteiligt. Bei den ersten Versuchen flog das Flugzeug nur einige Sekunden, bevor es zu einem Abkippen zur Seite kam. Dieses Problem konnte trotz einiger Überarbeitungen nicht behoben werden und so ging der Prototyp bald darauf bei einem Flugversuch zu Bruch und reihte sich in die lange Reihe erfolgloser schwanzloser Flugzeugprojekte ein.

## Varianten
Mit der Mü 7 gab es Pläne, die Tragflächen der Mü 5 „Wastl“ für ein Projekt eines Schwachwindseglers zu nutzen. Allerdings wurde das Projekt aufgrund von Zeitmangel nicht verwirklicht.

## Technische Daten

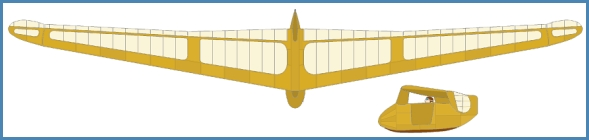
Mü 5

| Kenngröße       | Daten    |
| --------------- | -------- |
| Besatzung       | 1        |
| Spannweite      | 13,4 m   |
| Flügelfläche    | 16,54 m² |
| Flügelstreckung | 16,4     |
| Leermasse       | 140 kg   |
| max. Startmasse | 220 kg   |